# Nordwestpazifik

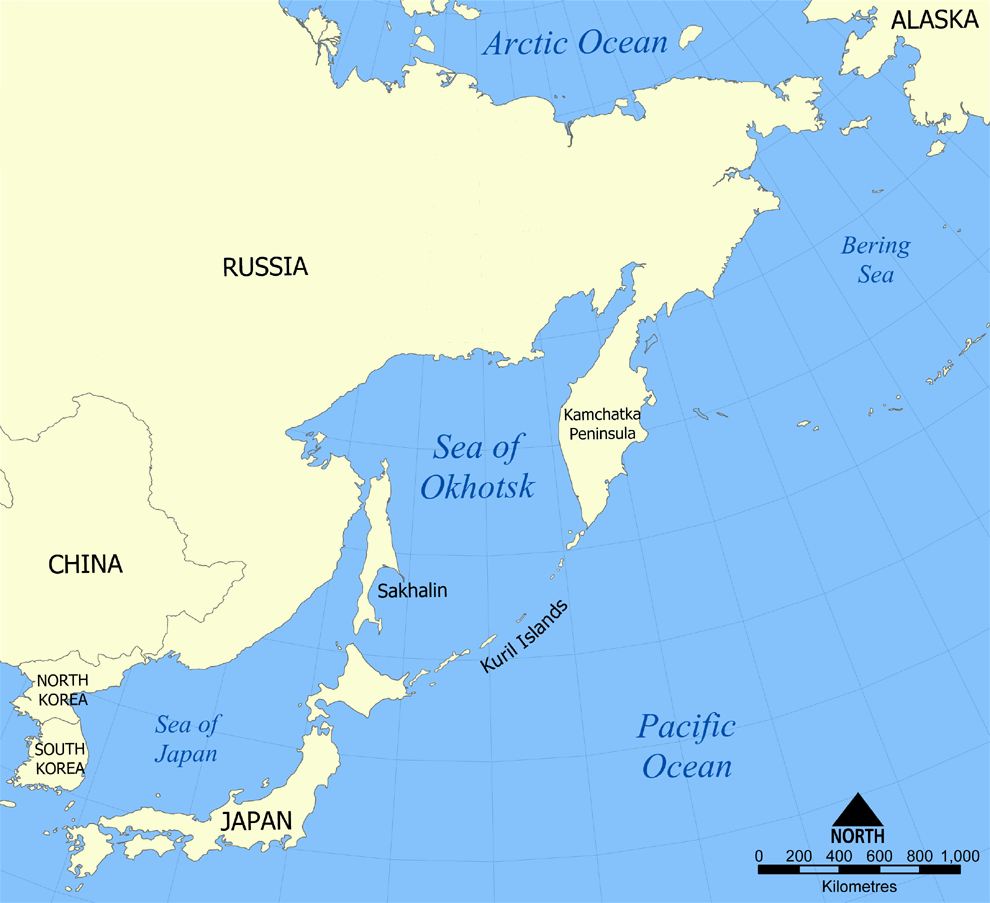
Nordwestpazifik

Der Nordwestpazifik ist der an Ostsibirien (Russland), Japan, Nordkorea und Südkorea grenzende Teil des Pazifischen Ozeans. Er umfasst grob das Ochotskische Meer, das Japanische Meer im Westen und den Pazifik im Osten von Japan.

## Begriffliche Abgrenzung

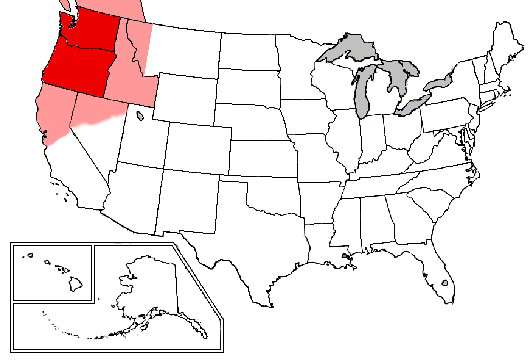
Der Meeresteil Nordwestpazifik ist nicht zu verwechseln mit dem Landesteil Pazifischer Nordwesten

Bei Betrachtung des Pazifiks vom Ozean aus wird der Meeresteil als Nordwestpazifik bezeichnet.
Bei Betrachtung des Pazifiks vom Kontinent Amerika aus wird der Landesteil als Pazifischer Nordwesten bezeichnet.

## Geographie
Im Nordwestpazifik liegen die folgenden fünf Ökoregionen: Kuroshio-Strom, Ochotskisches Meer, Ostchinesisches Meer, Oyashio-Strom und Südchinesisches Meer. Im Nordwestpazifik wurde im Jahre 2013 am Shatsky-Rücken, etwa 1600 Kilometer östlich von Japan, am Tamu-Massiv der größte bisher ermittelte Vulkan auf der Erde entdeckt.
Tropische Wirbelstürme werden im Bereich des Nordwestpazifiks als Taifune bezeichnet.

## FAO-Fangregion Nordwestpazifik
Von der Ernährungs- und Landwirtschaftsorganisation der Vereinten Nationen (FAO) wurde der Nordwestpazifik als Fanggebiet Nr. 61 ausgewiesen.
Nach der Nuklearkatastrophe von Fukushima im Jahr 2011 gab es Bedenken von Verbrauchern bezüglich eine radioaktive Belastung der angrenzenden Meeresteile. Greenpeace, das Deutsche Fischinformationszentrum und deutsche Großhändler äußerten sich jedoch im Jahre 2014 dahingehend, dass der Fisch, der aus der FAO-Fangregion Nr. 61 Nordwestpazifik stammt, zu der auch die japanische Küste gehört, nicht übermäßig radioaktiv belastet sei. 2019 wurde bekannt, dass die japanische Regierung aufgrund von Kapazitätsmängeln bei der Lagerung des kontaminierten Reaktorkühlwassers erwäge, dieses ins Meer abzuleiten. Dagegen regte sich Protest von Fischern, Landwirten, Nachbarländern, Umweltorganisationen und Verbrauchern.